# SM3
SM3（商密3）是中華人民共和國政府采用的一种密码散列函数标准，前身为SCH4杂凑算法，由国家密码管理局于2010年12月17日发布，相关标准为“GM/T 0004-2012 《SM3密码杂凑算法》”。2016年，成为中国国家密码标准（GB/T 32905-2016）。
在商用密码体系中，SM3主要用于数字签名及验证、消息认证码生成及验证、随机数生成等，其算法公开，安全性及效率与SHA-256相当。
SM3签名算法收录于ISO/IEC 10118-3:2018《信息安全技术杂凑函数第3部分：专用杂凑函数》。